# Cimiteria
Cimiteria è una serie a fumetti horror per adulti pubblicata in Italia dal 1977 al 1984.

## Storia editoriale
La serie venne edita per 119 numeri contenenti 136 episodi e 3 albi fuori serie. Venne disegnata da Carlo Panerai, Di Stefano, Todaro, Nisco e Studio Leonetti mentre le copertine furono realizzate da Emanuele Taglietti, Alessandro Biffignandi e Germano Bonazzi. La serie venne ristampata, seppur parzialmente, diverse volte: alla fine degli anni settanta nella collana I Nobel del Fumetto, negli anni ottanta nelle collane Super Cimiteria e Orrornero e negli anni novanta nelle collana Serie Star e Serie Argento. Nel 2018 sono state realizzate nuove storie con gli stessi personaggi.

## Trama
Giovane ragazza morta per non ben precisati motivi, la protagonista, trasportata in un cimitero il cui custode è un gobbo deforme di tendenze necrofile di nome Quasimodo, che la disseppellisce per congiungersi carnalmente con essa, viene lì riportata in vita, con l'aiuto di riti magici e macchine impieganti elettricità, dal mago negromante John Finimore, di tendenze uraniste, il quale, perseguitato proprio per le sue preferenze sessuali, si era ivi rifugiato.
In conseguenza dell'elettricità utilizzata per resuscitarla, la ragazza, ribattezzata per l'occasione Cimiteria, presenta (almeno inizialmente - la perderà poi a un certo punto della serie) la mortale caratteristica di avere il sesso capace di fulminare chi cercasse di giacere con lei tentando di avervi rapporti sessuali vaginali.